# Minkhaung I
Cette page contient des caractères spéciaux ou non latins. S’ils s’affichent mal (▯, ?, etc.), consultez la page d’aide Unicode.
Pour le douzième roi d'Ava (1446–1501), voir Minkhaung II.
Minkhaung Ier (birman ပထမ မင်းခေါင်, pətʰəma̰ mɪ́ɴɡàuɴ ; 1373–1422) fut le quatrième souverain du royaume d'Ava, en Haute-Birmanie. Il régna de 1400 à sa mort en 1422. Minkhaung est surtout connu dans l'histoire de la Birmanie pour sa lutte contre Razadarit, souverain môn du royaume d'Hanthawaddy, durant la Guerre de Quarante ans (1385-1424), et comme père du prince Minyekyawswa, qui fut l'un des principaux acteurs de celle-ci.
Minkhaung succéda sur le trône à son demi-frère Tarabya, assassiné en 1400. Durant les premières années de son règne (1400–1406), il dut faire face à une importante révolte dans ses États, à des raids des États shan dans le nord et des Arakanais dans l'ouest, ainsi qu'à une invasion massive lancée par Razadarit dans le sud. En 1406, il avait pris le dessus et était capable de contre-attaquer. Dès cette année, il vainquit l'État shan de Mohnyin. Entre 1404 et 1418, les armées d'Ava et d'Hanthawaddy s'affrontèrent en Basse-Birmanie, en Haute-Birmanie et en Arakan. Les efforts d'Ava contre les môns furent d'abord entravés par la menace shan dans le nord, mais en 1413 le prince Minyekyawswa infligea une défaite marquante au plus puissant des États shan, Hsenwi (Theinni), en dépit de l'intervention des Ming.  Minyekyawswa faillit conquérir toute la Basse-Birmanie en 1417, mais il fut gravement blessé au combat et mourut. Les deux partis continuèrent à combattre jusqu'en 1418, mais avec moins d'énergie.

## Jeunesse
Minkhaung était un fils du roi Swasawke et de Saw Teza, une fille de village qu'il avait rencontrée au cours d'une de ses campagnes militaires,. À sa naissance en 1373, il reçut le nom de Min Swe (မင်းဆွေ; mɪ́ɴ sʰwè). Il eut un frère cadet, Theiddat. Min Swe possédait au moins un huitième de sang shan par son père et sa mère était probablement birmane, car les Chroniques ne mentionnent pas ses origines ethniques. Comme leur mère était une roturière, elle avait le statut le moins élevé des cinq reines de Swasawke et il n'était pas envisagé que ses fils puissent monter sur le trône. Swasawke avait nommé prince héritier son fils Tarabya. Min Swe reçut  Pyinsi à titre de fief. Dans leur jeunesse, les deux princes menèrent une vie de ménestrels et de danseurs de nats, un de leurs familiers jouant du tambour, un autre du cor, etc. Ils allèrent ainsi jusqu'à Taungdwingyi, puis jusqu'à l'actuel district de Minbu, où ils s'installèrent à Ngape et Padein
En 1386, à 14 ans, Min Swe commanda un bataillon lors de l'invasion du royaume d'Hanthawaddy par les armées de son père. En 1389, il fut marié à la princesse shan Shin Mi-Nauk, fille de Hsongamhpa, le saopha (prince) de Mohnyin (Mong Yang), au cours d'une des rares périodes de bonnes relations entre Mohnyin et Ava. En 1391, Mi-Nauk donna naissance au prince Minyekyawswa. Elle eut plus tard une fille, Saw Pye Chantha, et un autre fils, Thihathu.

## Accession au trône
En janvier 1401, le roi Swasawke mourut et le prince héritier Tarabya lui succéda. Mais sept mois plus tard, en août ou septembre, il fut assassiné par Nga Nauk Hsan, gouverneur de Tagaung, qui essaya de s'emparer du trône. Les ministres firent tuer celui-ci et donnèrent le trône à Min Swe, qui prit Minkhaung comme nom de règne. Il avait 28 ans. Son ascension suscita une grande révolte menée par Maha Pyaut, seigneur de Yamethin, qui marcha sur Ava avec 10 000 hommes, 60 éléphants de guerre et 800 chevaux. Le frère cadet de Minkhaung, Theiddat, dirigea la défense d'Ava : il mit les forces rebelles, pourtant supérieures, en déroute et tua Maha Pyaut. Pour le remercier, Minkhaung lui donna Sagaing à gouverner, mais il ne le déclara pas son héritier. Theiddat ne fut pas satisfait de cette récompense et en conçut un ressentiment durable.

## Règne
Une fois surmonté ce problème intérieur, Minkhaung, comme ses prédécesseurs, se consacra aux menaces extérieures. Il lui fallait en particulier éviter la reprise des raids shan, qui avaient cessé depuis 1393. Aidé par le principal ministre de son père, Wunzin Minyaza, il s'allia avec plusieurs petits États shans : Hsipaw (Thibaw) et Yawnghwe (Nyaung Shwe) dans l'Est et Kale (Kalay) dans le Nord-ouest. Mais la menace des États principaux, Mohnyin et Hsenwi (Theinni) demeura (bien que la reine principale de Minkhaung, Shin Minauk, fût une princesse de Mohnyin.)
Les autres États voisins essayèrent d'éprouver le caractère de Minkhaung. Dans l'Ouest, les arakanais lancèrent des raids contre Yaw et Laungshe (près de Pakokku). Mais l'attaque la plus importante vint du royaume d'Hanthawaddy.

### Reprise de la Guerre de Quarante ans (1404–1406)
En 1404, Razadarit, roi de Pégou, rompit la trêve qu'il avait conclue en 1391 avec le roi Swasawke. En décembre, il remonta l'Irrawaddy et envahit la Haute-Birmanie à la tête d'une immense flotte (4000 bateaux de tous types) transportant des éléphants et des chevaux. Razadarit confia le siège de Prome à son gendre et mit lui-même le siège devant Ava. Minkhaung n'avait pas de flotte et ordonna à ses troupes de se retrancher dans les enceintes fortifiées des villes, que les armées mônes ne réussirent pas à prendre. Razadarit dut se retirer, tandis qu'à Prome, une contre-attaque des forces d'Ava capturait sa fille, dont Minkhaung fit une de ses reines. Furieux, Razadarit remonta à nouveau l'Irrawaddy à la fin de 1405, attaquant tout sur son passage et brûlant les greniers et les bateaux sur les berges. Prome fut à nouveau assiégée. Au début de 1406, les forces de Minkhaung vinrent libérer la ville. 
Mais la flotte de Razadarit continuait à contrôler le fleuve et à pratiquer la politique de la terre brûlée le long des berges, ce qui perturbait terriblement les approvisionnements de Minkhaung,, qui demanda la paix. Aux alentours de février 1406, les deux rois se rencontrèrent à la pagode Shwesandaw à Prome. Minkhaung donna sa sœur en mariage à Razadarit, qui lui offrit en retour les droits de douane du port de Bassein. La frontière entre leurs deux royaumes fut fixée un peu au sud de Prome.

### Mohnyin et l'Arakan (1406-1407)
Ayant ainsi établi une trêve avec Razadarit, Minkhaung se retourna vers le nord, où les États shans de Kale et Mohnyin étaient en guerre. Minkhaung prit parti pour son allié le saopha de Kale et lui envoya une armée pour attaquer Mohnyin. Leurs forces conjointes mirent la ville à sac et tuèrent son saopha. Mohnyin resta sous le contrôle d'Ava pour le reste du règne. Fin 1406, Minkhaung envoya une armée envahir l'Arakan sous les ordres de son fils de 15 ans, Minyekyawswa. Ses forces occupèrent la capitale Launggyet et obligèrent son roi Min Saw Mon à s'enfuir au Bengale. Minkhaung nomma Anawrahta roi d'Arakan et lui envoya l'année suivante sa fille Saw Pye Chantha en mariage. En 1410, il nomma saopha de Monhnyin un des commandants de Minyekyawswa, l'ancien page Min Nansi, alors âgé de 20 ans (il devint roi d'Ava en 1427 sous le nom de Mohnyin Thado).

### Défection de Theiddat et reprise de la guerre (1407–1409)
En 1407, Minkhaung nomma son fils aîné Minyekyawswa prince héritier.
Son frère Theiddat, qui l'avait loyalement soutenu aux heures difficiles, se sentit trahi et le défia en combat singulier à dos d'éléphant. Il fut vaincu, mais Minkhaung l'autorisa à quitter le royaume et Theiddat se réfugia auprès de Razadarit, qui lui donna sa sœur en mariage, sachant parfaitement que cela équivalait à une déclaration de guerre.
Razadarit rompit donc une nouvelle fois la trêve en envoyant à son tour une armée envahir l'Arakan. Celle-ci s'empara de Launggyet, capturant le nouveau gouverneur Anawrahta et son épouse Saw Pye Chantha, fille de Minkhaung et sœur de Minyekyawswa, en même temps que 3000 soldats d'Ava. Razadarit mit sur le trône un prince arakanais, fit exécuter Anawrahta et fit de Saw Pye Chantha une de ses reines. Furieux, Minkhaung envahit le royaume d'Hanthawaddy en mai 1407, au début de la saison des pluies, contre l'avis de ses ministres. Son armée s'enlisa dans les marécages de Basse-Birmanie et subit une sévère défaite.
En 1408, Minkhaung dut se défendre contre les raids shans de Theinni, mais en 1409 il envahit à nouveau le sud du pays, atteignant les faubourgs de Pégou. Razadarit essaya de le faire assassiner pour mettre fin au siège, mais Minkhaung fut prévenu par son frère Theiddat qui accompagnait les hommes chargés de l'embuscade (il fut plus tard exécuté par Razadarit pour cela). Razadarit envoya ensuite un commando sous les ordres de son général en chef Lagun Ein pour infiltrer le camp ennemi. Lagun Ein réussit à pénétrer dans la tente de Minkhaung, mais refusa de le tuer dans son sommeil. Le siège tira en longueur et avec la venue de la saison des pluies, les lignes d'approvisionnement de l'armée d'Ava furent coupées. Razadarit sortit à sa rencontre et une grande bataille eut lieu à Kyat Paw Taw, près de Pégou. Razadarit chargea à dos d'éléphant directement contre Minkhaung, qui dut battre en retraite. Les deux-tiers de l'armée d'Ava furent faits prisonniers, dont ses éléphants et sa cavalerie, ainsi que la reine Shin Mi-Nauk. Razadarit avait maintenant dans son harem la reine principale de Minkhaung et sa fille.

### Les succès de Minyekyawswa (1410–1417)
Découragé par ce désastre, Minkhaung remit toutes les responsabilités militaires à son fils. Minyekyawswa, désireux d'arracher sa mère et sa sœur à Razadarit, envahit à nouveau le delta de l'Irrawaddy dès 1410, mais il fut repoussé. Au début de 1412, il envahit l'Arakan, dont il chassa le prince mis en place par les môns.
Minyekyawswa laissa une garnison en Arakan et repartit précipitamment vers le nord, où les Shans de Theinni lançaient des raids contre Ava à la demande de Razadarit. En novembre 1412, il envahit Theinni. Au début de 1413, il en tua le saopha en combat singulier à dos d'éléphant à Wetwin (près de l'actuelle Pyin U Lwin (Maymyo)). Mais il ne réussit pas à prendre la ville, qui avait reçu des renforts chinois. Pendant qu'il combattait les shans, l'armée de Razadarit envahit une nouvelle fois l'Arakan et en chassa une nouvelle fois le prince installé par Ava. En 1413, également, Minyekyawswa dut repousser deux frères shans, les saophas de Mawke et Mawdon (dans l'actuel district de Shwebo), qui avaient attaqué la ville frontalière de Myedu.
Ayant ainsi réglé le problème shan, Minyekyawswa envahit le delta de l'Irrawaddy avec toutes ses forces en février 1414. Dès 1415, il avait conquis la totalité du delta à l'Ouest, et jusqu'aux faubourgs de Pégou à l'Est (en son absence, les saophas de Mawke et Mawdon lancèrent un raid jusque sous les murs d'Ava.) Razadarit s'enfuit à Martaban, mais heureusement pour lui, Minyekyawswa fut mortellement blessé à Dala (au sud de Rangoon) et capturé par les troupes d'Hanthawaddy en mars 1417, (Les chroniques mônes disent qu'il mourut de ses blessures et les chroniques birmanes qu'il fut exécuté.) Selon les chroniques mônes, Razadarit ordonna qu'on lui fasse des funérailles royales.

### Dernières années (1417–1422)
La mort de Minyekyawswa marqua l'essoufflement d'une guerre qui durait déjà depuis plus de trente ans. Privées de leur commandant, les troupes d'Ava se désorganisèrent et se retirèrent vers le Nord. Minkhaung marcha à son tour sur Dala pour exhumer les restes de son fils, qui furent solennellement dispersés dans les eaux près de Twante. Les forces d'Hanthawaddy attaquèrent encore Taungû en 1417 et celles d'Ava Pégou en 1418, mais la guerre commençait à s'essouffler.
Brisé par la mort de son fils, Minkhaung passa ses dernières années dans la piété. Il mourut à Ava au début de 1422, suivi par Razadarit plus tard dans l'année. Son fils cadet Thihathu, nommé prince héritier à la mort de Minyekyawswa, lui succéda sans incident.